# Natascha Börger
Natascha Vanessa Börger Sevilla (Caracas, 2 gennaio 1981) è una modella tedesca di origini venezuelane, vincitrice di numerosi concorsi di bellezza.
Nel 2000 partecipa anche alle selezioni per Miss Venezuela 2000 con il titolo di Miss Yaracuy, dove si classifica alla dodicesima posizione. Il 10 gennaio 2002, all'età di venti anni con il titolo di Miss Amburgo, presso il Kaiserslauterner entertainment center Riverside viene incoronata Miss Deutschland. In rappresentanza della Germania, la Borger prende parte a Miss Universo 2002, dove riesce ad ottenere la sesta posizione. Al momento dell'incoronazione la modella era una studentessa presso l'università di Amburgo.
A giugno del 2002 arriva al secondo posto di Miss Intercontinental che si tiene a Fürth, ad agosto vince il titolo di Top Model of the World e ad ottobre quello di Miss Baltic Sea. Nello stesso anno si piazza al secondo posto anche a Miss Europa 2002. Nel 2004 partecipa al suo ultimo concorso di bellezza internazionale, Miss International 2004 dove alla fine si classifica nella rosa delle quindici finaliste.
Nel 2005 Natascha Börger ha sposato il giocatore di Football a 8 dei Bakersfield Blitz Gabriel Crecion.